# 小竹塔
小竹塔，位于中国广东省韶关市南雄市江头镇小竹村，现为广东省文物保护单位，类型为古建筑，公布时间为2015年12月10日。
小竹塔的历史年代为宋代。